# 朱韦纳尔·哈比亚利马纳
朱韦纳尔·哈比亚利马纳（法語：Juvénal Habyarimana，1937年3月8日—1994年4月6日）是一名盧旺達政治及軍事人物，於1973年至1994年擔任盧旺達總統。他的綽號是Kinani，意為盧安達語的「無敵」。
哈比亞利馬納是胡圖族人，曾在首任盧安達總統格雷戈瓦·卡伊班达手下擔任多個安全職位，包括國防部長。1973年，在一次政變中推翻卡伊班達後，他成為該國的新總統，並最終繼續推行其前任的親胡圖族政策。他是一名獨裁者，他的無異議連任被懷疑是選舉欺詐：1978年12月24日的投票率為98.99%，1983年12月19日的投票率為99.97%，以及1988年12月19日的投票率為99.98%。在他的統治下，盧安達成為一個極權主義的一黨制國家，他的民族革命發展運動的執行者要求人們在大規模的政治「動畫」慶典上高呼和跳舞來崇拜總統。雖然在哈比亞利馬納的任期內，整個國家的貧困程度略有下降，但絕大多數盧安達人仍然處於赤貧的狀況。
1990年，圖西族領導的盧安達愛國陣線發起反對其政府的盧安達內戰。經過三年的戰爭，哈比亞利馬納於1993年與盧安達愛國陣線簽署《阿魯沙協議》，作為一項和平協議。次年，他與蒲隆地總統西普里安·恩塔里亞米拉乘坐的飛機在基加利上空被擊落，兩人遇難身亡。他的遇刺引發該地區的種族緊張局勢，並導致針對圖西族的種族滅絕。